# Joseph Decker
Joseph Decker, surnommé « Decker le Jeune », né le 31 décembre 1847 à Krautergersheim et mort le 2 février 1920, est un tailleur et militant anarchiste et syndicaliste français.
Né dans le Bas-Rhin, Decker devient tailleur et est condamné pour plusieurs délits dans sa vingtaine, avant de rejoindre Paris et le mouvement anarchiste au milieu des années 1880. Le militant s'intègre ensuite dans de nombreux groupes anarchistes, comme La Panthère des Batignolles, s'engage probablement dans des actions en soutien à Clément Duval et côtoie d'autres anarchistes français de cette période. En parallèle, Decker s'engage dans des activités syndicalistes, en particulier au sein des tailleurs. Il poursuit son militantisme au moins jusqu'au début du XXe siècle.

## Biographie

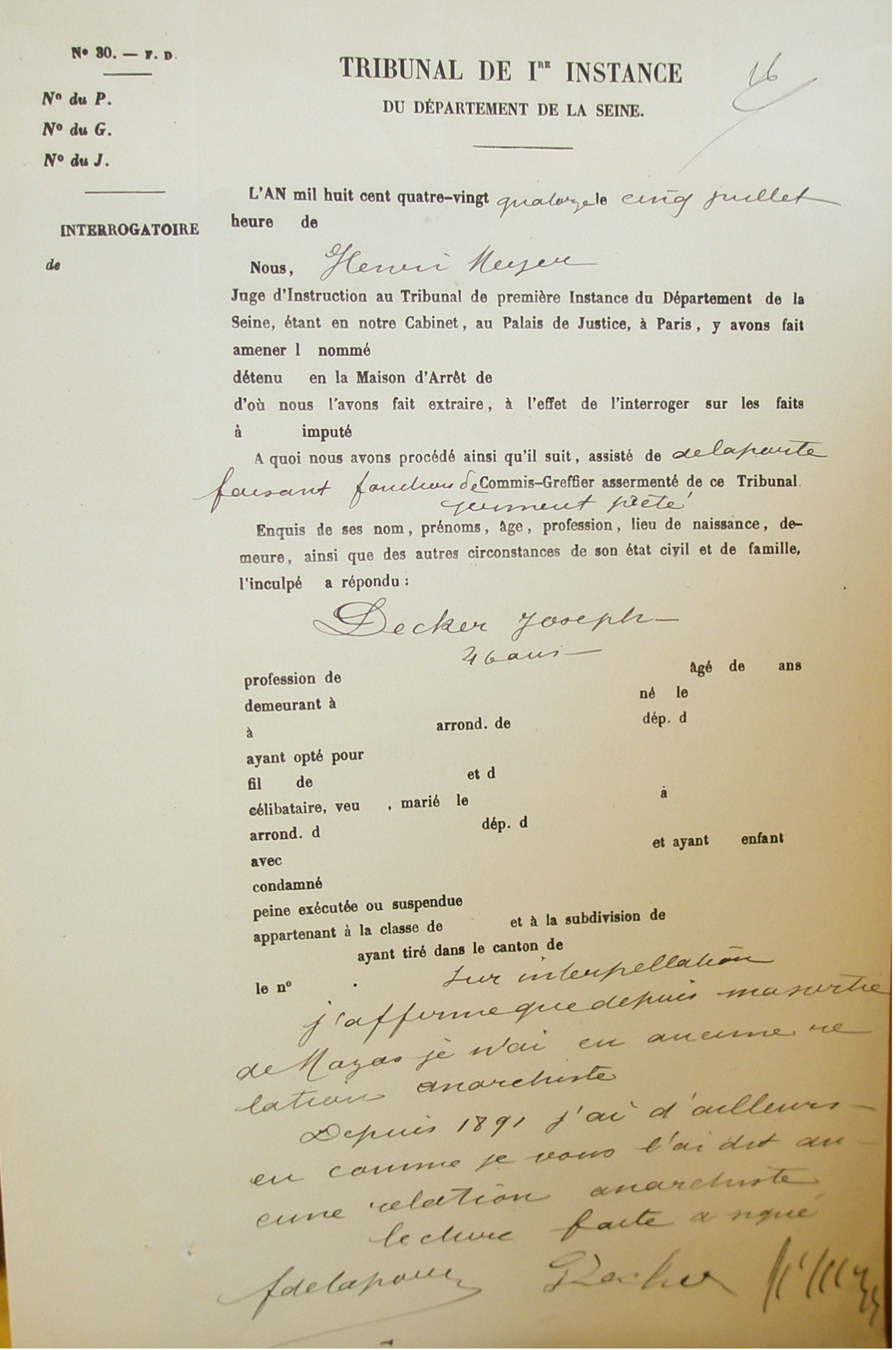
Témoignage de Decker lors de son arrestation en 1894 (Archives de Paris - courtoisie dArchives anarchistes)

Joseph Decker naît à Krautergersheim le 31 décembre 1847,. Selon son acte de naissance, il est fils d'Anne Marie Eber, sans emploi, et de Florent Joseph Decker, charpentier. Il travaille comme tailleur et est condamné pour plusieurs délits à partir de sa vingtaine, dans l'ordre, : 

« - 1 mois de prison à Belfort le 27 novembre 1865 pour vol.
- 3 mois à Colmar, le 27 juin 1867, pour escroquerie.
- 1 mois à Schlestadt, le 19 octobre 1867, pour vol.
- 6 mois à Paris le 16 janvier 1869, pour vol. »

Pendant ce temps, Decker se marie en 1872 mais devient veuf sans enfants,. En 1872, il choisit la nationalité française,. À partir de 1885, la police le remarque comme anarchiste. Il fait partie d'une série de groupes anarchistes, parmi lesquels on trouve La Panthère des Batignolles, La Sentinelle, Les Deshérités de Clichy, La Ligue antipatriote et la Chambre syndicale des hommes de peine,.  Decker a aussi un frère aîné, aussi anarchiste, Louis Decker, ce qui le fait surnommer « Decker le Jeune ».
En 1889, il est trésorier de la Chambre syndicale des tailleurs. Il est envisageable de considérer qu'il s'agit du Decker en charge de récolter les fonds pour permettre à Louise Duval, compagne de Clément Duval, de le rejoindre au bagne pendant sa déportation.
Le 1er mai 1891, il est arrêté par la police lors des manifestations pour la journée internationale des travailleurs en possession d'un manifeste anarchiste et d'un revolver. Il est condamné à 15 jours de prison et une collecte de fonds des compagnons anarchistes lui apporte un soutien financier pendant cette condamnation. Après sa libération, il fréquente les groupes anarchistes de Montmartre.
À l'été 1893, l'anarchiste propose la création de groupes de tailleurs anarchistes dans chaque quartier. 
Le 6 mars 1894, Decker est arrêté lors d'une rafle d'anarchistes très violente, quarante policiers français faisant une descente dans le cabaret Duprat. Perquisitionné dans la foulée, la police découvre une chanson, Germinal, des envois financiers à Jean Grave lorsqu'il recevait son journal avant 1891, des brochures et une gravure Les Martyrs de Chicago. Devant son juge, il reconnaît être anarchiste « si par là, on entend quelqu’un qui désire voir arriver une ère d’égalité et de bonheur pour tout le monde » et déclare ne pas défendre la propagande par le fait. L'anarchiste est placé en liberté provisoire le 7 mai suivant.
Le 1er juillet, il est arrêté et perquisitionné de nouveau, chez sa compagne, et proteste contre l'arrestation. Il est liberé neuf jours plus tard et, un an plus tard, reçoit une ordonnance de non-lieu de la part du juge Meyer, qui instruit son dossier.
La police continue de le surveiller et de le ficher comme anarchiste au moins jusqu'en 1912,. Il meurt à Ivry-sur-Seine le 2 février 1920.

## Postérité

### Photographie policière
Sa photographie policière fait partie des collections du Metropolitan Museum of Art (MET).